# 云南扇叶槭
云南扇叶槭（学名：Acer flabellatum var. yunnanense）为槭树科槭属下的一个变种。其变种加词“yunnanense”意为“云南的”。